# Wulka

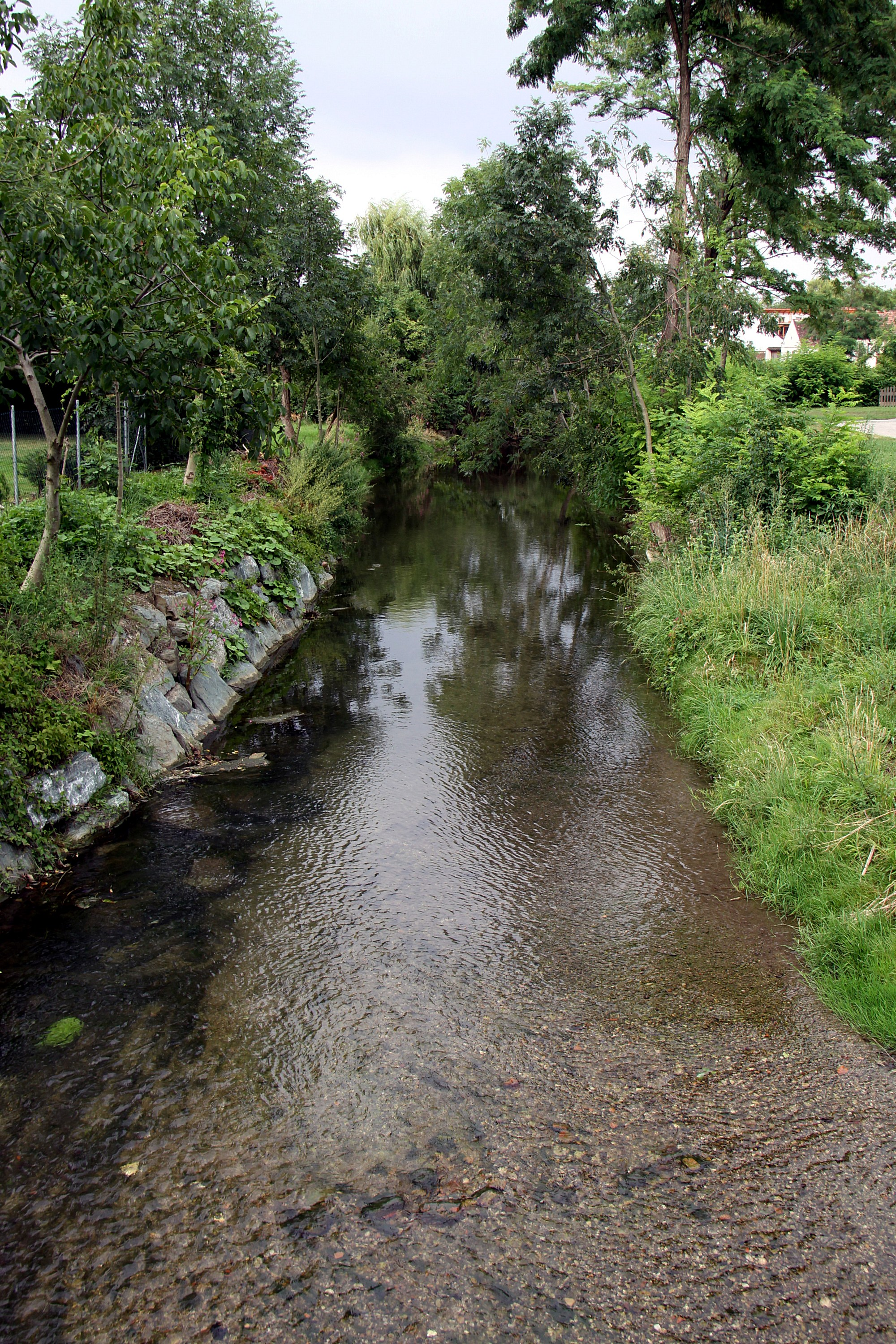
Wulka i Pöttelsdorf.

Wulka (ungerska och kroatiska: Vulka) är en flod i det österrikiska förbundslandet Burgenland.
Den rinner upp i Rosaliengebirge vid Forchtenstein. Floden rinner österut och mynnar i Neusiedlersjön. Vattenföringen är 1,2 m³/s. Staden Mattersburg ligger vid Wulka.
Wulkadalen med Wulkaslätten är jordbruksområde. I övre Wulkadalen förekommer fruktodling och vid Mattersburg och Pöttelsdorf vinodling.